# Amir (Israël)
Amir (עָמִיר) est un kibboutz créé en 1939.

## Histoire
C'est un Kibboutz créé proche de la rivière du Jourdain dans le nord d'Israël vers le Doigt de Galilée, proche de la ville de Kiryat Shmona.
Le village est construit le 29 octobre 1939 par des émigrants de Lituanie et Pologne.